# 中国工农红军闽北独立师
中国工农红军闽北独立师是中国工农红军的一支地方部队，活动于闽北。
1932年11月，中共闽北军委分会领导下的中国工农红军闽北独立团扩编为中国工农红军闽北独立师，政治委员为吴先喜（后为黄怀仁），隶属闽北军分区。1933年6月，中共中央决定集中红军主力于东线作战，将闽北独立师调离闽北，编入红军第二十师。闽北军分区将崇安、江西铅山、广丰的独立团合并，重建闽北独立团。国民政府发动对中央苏区的第五次“围剿”后，黄道、曾镜冰率中共闽浙赣省委代表团和红军第二十师第五十八团重返闽北。1935年2月，中共闽北分区委决定将闽北的红军第五十八团、闽北红军独立第一、第二团等部合编为闽北独立师，黄立贵任师长，卢文清任政治委员，下辖第一、第二、第三、第四团。1936年4月，闽北独立师归以黄道为书记的中共闽赣省委领导，所属各团改编为4个纵队。至1936年底，闽北独立师发展到6个纵队，近3000人。1937年9月，在国军的“围剿”下，闽北独立师减员至800余人。1938年初，闽北独立师编入新四军第三支队。